# 문수정
문수정(文守貞, 1971년 5월 31일~ )은 대한민국의 소리꾼이다. 국가무형문화재 제23호 가야금산조 및 병창 이수자이며, 발표앨범으로는 《CCM마루》와 《사랑歌》가 있다. 정통 판소리 및 찬양과 국악을 결합한 국악CCM 등에서 활동한다. 호는 소화(素華)이다.

## 생애
우석대학교 국악과에 진학하였으며, 이때 강정숙 선생에게 사사를 받게 되면서 그녀는 국가무형문화재 제23호 '가야금산조 및 병창' 이수자가 된다. 대학교 3학년 때 중요무형문화재 제5호 흥보가의 한농선은 그녀가 음악을 다시 시작할 수 있도록 큰 도움을 주었다.
대학졸업 후에는 용인대학교 예술대학원 국악학과에서 석사과정을 밟으면서 명창 윤진철로부터 판소리 심청가를 사사받게 된다. 이후 국립국악원과 백석예대 국악과, 충남예고 등에서 가르치기도 하였다.
2003년에는 강릉예총의 초청으로 판소리 흥보가를 완창하였고, 2004년 중국 진안시에서 초청 공연을 시작으로 덴마크 초청공연, 동유럽 순회 공연, 중국 청도문화원 초청공연 등 활동 영역을 여러 나라로 확장하였다. 아울러 세계기독교연맹의 초청으로 국회의사당에서 공연하였고, 설교가 릭 워렌 목사 초청집회에서 판소리《부자의 탄식》을 공연한 적이 있다. 그밖에 국제 크리스천 음악축제인 진도 국제 씨뮤직 페스티벌에도 초청되기도 하였다.
2002년 남원춘양제 병창부문 최우수상과 한국국악협회에서 주최한 전국국악대경연 병창부문 대상(문화부장관상) 수상, 2005년 KBS국악대경연 가야금병창 부문 금상 수상 등을 수상하였다.
한편, 2009년에는 1집 앨범 《CCM마루》, 2012년에는 《사랑歌》를 발표하였다.

## 특기사항
- 국가무형문화재 제23호 가야금산조 및 병창 이수자

## 학력 및 사사
- 청덕초등학교
- 은주중학교
- 서울국악예술고등학교
- 우석대학교 국악과
- 용인대학교 예술대학원 국악학과 석사
- 국가무형문화재 제23호 '가야금산조 및 병창' 강정숙 선생께 가야금산조 및 병창 사사
- 국가무형문화재 제5호 '흥보가' 한농선 선생께 판소리 흥보가 사사
- 명창 윤진철에게 판소리 심청가 사사

## 활동사항
- 2012년 제2회 씨뮤직윈터페스티벌 출연
- 2008년 중국 청도 문화원 초청공연
- 2008년 체코, 헝가리 대사관 초청 동유럽 순회 공연
- 2008년 진도 국제 씨뮤직 페스티벌 초청 콘서트
- 2006년 릭 워렌 목사 초청 상암 월드컵 경기장 집회 찬양
- 2005년 찾아가는 국악 문수정 독주회
- 2005년 덴마크 초청 공연
- 2004년 광주문예회관 초청 차세대 명창 5인전
- 2005년 중국 진안시 초청 공연
- 2004년 거룩한 성전 음반 참여
- 2003년 강릉예총 초청 문수정 판소리 흥보가 완창
- 2000년 세계기독교연맹 초청 국회의사당 공연

## 수상내역
- 2005년 KBS국악대경연 가야금병창 부문 금상
- 2002년 한국국악협회 주최 전국국악대경연 병창부문 대상(문화부장관상)
- 2002년 남원춘향제 병창부분 최우수상

## 발표앨범
- 2012년 EP 《사랑歌》
- 2009년 1집 《CCM마루》